# Karl Zörkendörfer
Karl Anton Zörkendörfer (* 22. Mai 1864 in Marienbad, Böhmen; † 13. Februar 1945 ebenda) war Hochschulprofessor für Medizin an der Universität in Prag und Leiter des balneologischen Instituts in Marienbad.

## Leben
Er war der Sohn von Anton Zörkendöfer und Vater von Walter Zörkendörfer, studierte in Prag Medizin und war dort 1888 Mitglied der Burschenschaft Teutonia Prag, nachdem er 1883 bereits Mitglied der Wiener akademischen Burschenschaft Albia geworden war. Nach erfolgreicher Beendigung seines Studiums wurde er habilitiert und lehrte als Medizinalrat Balneologie. In Marienbad trug das hygienische und balneologische Institut, welchem er vorstand, seinen Namen. Nach Flucht und Vertreibung der Deutschen aus Böhmen und Mähren wurde das Institut in Balneologisches Forschungsinstitut Marienbad umbenannt. Für seine medizinischen Erkenntnisse wurde ihm die Goethe-Medaille für Kunst und Wissenschaft verliehen.

## Werke
- Mooruntersuchungen: Eine Studie über das Vorkommen, die Untersuchung, Begutachtung und die Verwitterungsfähigkeit von Eisen-Mineralmooren; C. Bellmann, 1911
- Sudetendeutscher Bäderführer; Presse- u. Verlagsdienst Gunther Thon, 1929; 334 Seiten
- Beobachtungen über den Kohlensäureverlust von Mineralwässern in Leitungen, Pumpwerken und Wasserspeichern Band 2 von Veröffentlichungen der Zentralstelle für Balneologie; Simion, 1914; 180 Seiten